# Phaonia striata
Phaonia striata är en tvåvingeart som först beskrevs av Stein 1898.  Phaonia striata ingår i släktet Phaonia och familjen husflugor. Inga underarter finns listade i Catalogue of Life.